# 花蕊夫人宫词
花蕊夫人宫词，五代十国诗别集。前蜀花蕊夫人徐氏撰。
传世《花蕊夫人宫词》一卷，收诗百首，有明朝黄鲁曾辑《编选四家宫词》、林志尹辑《四家宫词》、汲古阁刻《三家宫词》、清朝倪灿辑《十家宫词》诸本，《丛书集成初编》据汲古阁本刊行。清朝厉鹗在《宋诗钞》中评价花蕊夫人宫词，认为：“清新艳丽，足可夺王建、张籍之席。”评价颇高。《花蕊夫人宫词》有明朝人毛晋《三家宫词》本，曹学佺《蜀中名胜记》本，清朝人李调元《全五代诗》本，《全唐诗》辑录一百五十七首，但是间杂王建、王珪所作。诸家均以为作者是后蜀孟昶花蕊夫人费氏（或徐氏）。后蜀花蕊夫人另有亡国词一首：“君王城上竖降旗，妾在深宫那得知。 十四万人齐解甲，宁无一个是男儿。”